# سانشاين لوجرونو
سانشاين لوجرونو (بالإنجليزية: Sunshine Logroño)‏ هو ممثل أمريكي، ولد في 1 نوفمبر 1951 ببروكلين في الولايات المتحدة.

## وصلات خارجية
- سانشاين لوجرونو على موقع IMDb (الإنجليزية)
- سانشاين لوجرونو على موقع قاعدة بيانات الفيلم (الإنجليزية)